# Прудки (Клепиковский район)
Прудки — село в России, расположено в Клепиковском районе Рязанской области. Входит в состав Ненашкинского сельского поселения.

## География
Село Прудки расположено примерно в 16 км к северу от центра города Спас-Клепики. Ближайшие населённые пункты — деревня Белое к северу, деревня Петряево к востоку и деревня Ненорово к югу. Вдоль села протекает река Вожа.

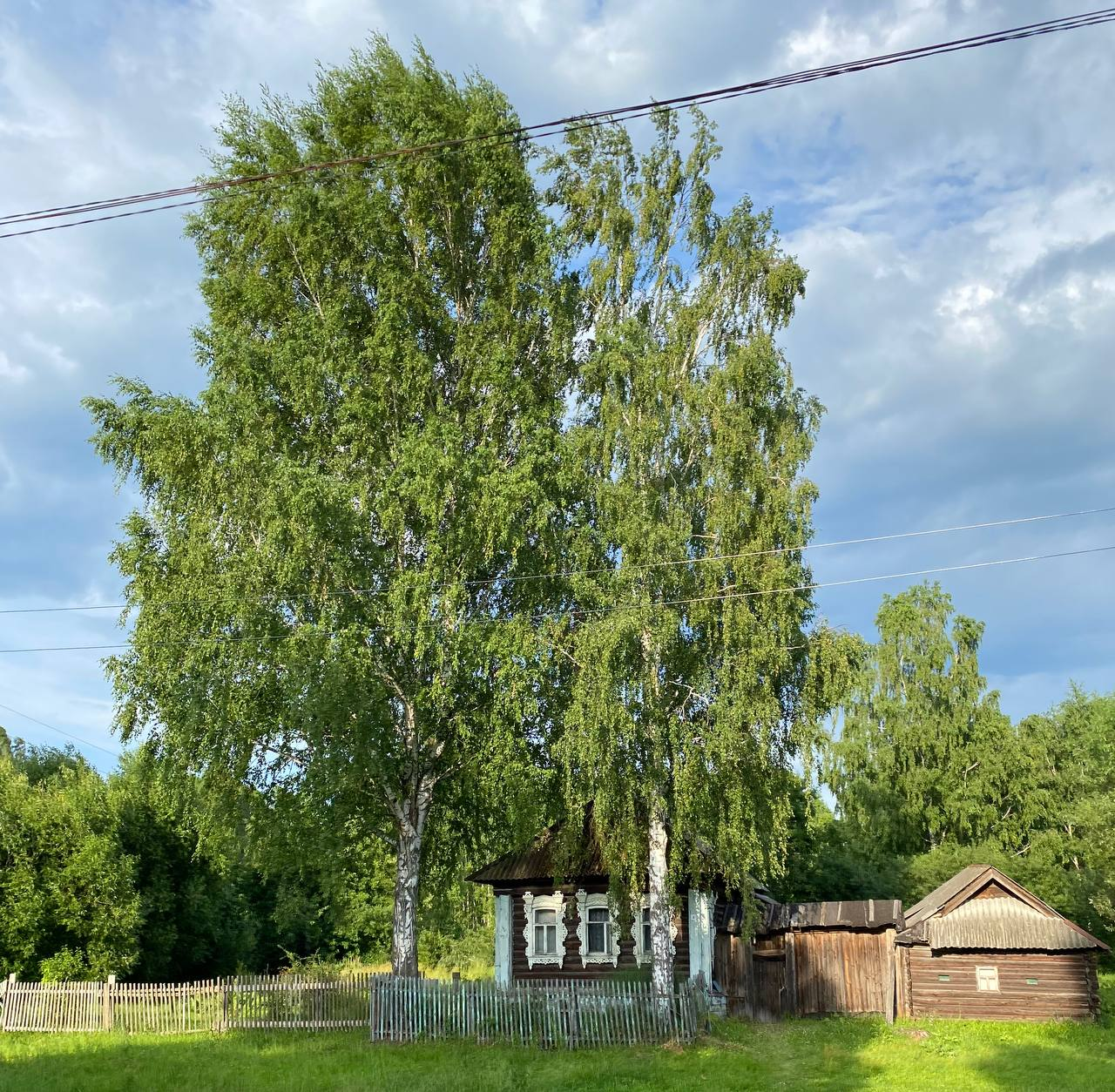
Изба в селе

## История
Село Прудки, имеющее церковь Пресвятой Богородицы, впервые упоминается в дозорной и переписной книге в 1681 году.
Село как и Прудковская волость являлась дворцовым владением, то есть вотчиной российских монархов, и подчинялась непосредственно властям через приказную избу, позднее Дворцовую канцелярию.
В 1905 году село являлось административным центром Прудковской волости Касимовского уезда и имело 17 дворов при численности населения 51 чел. В 1 км к югу от села Прудки находилась деревня Пруды, имевшая 43 двора при численности населения 466 чел. К середине XX века село и деревня объединились в один населённый пункт: село Прудки. В 2016 году зимой живут 2 человека, а летом 30 человек. В 2016 году село Прудки разделили на 2 улицы: 1-я до реки Вожа, 2-я после реки Вожа и до деревни Белое.

## Население
| 1859 | 1906 | 2010 |
| ---- | ---- | ---- |
| 248  | ↗317 | ↘8   |

## Транспорт и связь
Село находится на автомобильной дороге с твёрдым покрытием и имеет регулярное автобусное сообщение с районным центром.
В селе Прудки имелось ныне закрытое одноимённое сельское отделение почтовой связи (индекс 391047). 